# アラスカ・ミルク・コーポレーション
アラスカ・ミルク・コーポレーション(Alaska Milk Corporation, AMC)は、フィリピンの乳製品製造事業者。同社の製品は「アラスカ (Alaska)」ブランドの下で販売されている。同社はまた、フィリピン・バスケットボール・アソシエーション(PBA)のチームのアラスカ・エイセズを所有している。
2012年、オランダの乳製品事業者であるフリースランド・カンピーナが、創業者家であるウイテングス家から株式の98.1%を取得して経営権を獲得した。
同社のスローガンは、Wala pa ring tatalo sa Alaska(アラスカに勝るものはなし)。

## 歴史
1972年、ホーランド・ミルク・プロダクツ (Holland Milk Products, Inc., HOMPI) が設立された。同社は、AMCのかつての親会社であったジェネラル・ミリング・コーポレーション (General Milling Corporation, GMC) と、フリースランド・カンピーナの前身であったホーランド・キャンド・ミルク・インターナショナル (Holland Canned Milk International B.V.) であった。当初、HOMPI は、ミルクの缶詰、つまり無糖練乳や加糖練乳を製造していた。その後、事業を拡大し、粉ミルクや超高温加熱処理法 (UHT) による牛乳の製造にも乗り出した。
1994年、HOMPI は、GMC の事業から独立し、改めてアラスカ・ミルク・コーポレーション (AMC) として会社が設立され、ウィルフレッド・ウイテングス・シニア (Wilfred Uytengsu, Sr.) が経営の実権を握った。設立直後の1995年から、AMC はフィリピン証券取引所 (PSE) に上場した。
2007年、ウィルフレッド・ウイテングス・シニアの長男ウィルフレッド・スティーヴン・ウイテングス・ジュニアが、CEO の座に就いた。父ウイテングスは、2010年4月に82歳で死去した 。
同年、2007年には、AMCはネスレ・フィリピン (Nestlé Philippines, Inc.) の缶入りミルク事業を買収した。この買収によって、AMCは、「アルパイン (Alpine)」、「リバティ (Liberty)」、「クレマトップ (Krem Top)」といった商標を手に入れ、さらにネスレのもつ「カーネーション (Carnation)」や「ミルクメイド (Milkmaid)」といったブランドのライセンス権も獲得した。
2012年、フリースランド・カンピーナは、AMCの議決権の過半数をウイテングス家から獲得した。2012年11月5日、フリースランド・カンピーナがAMCの議決権の98.1% を抑えるに至ったことを踏まえ、PSEはAMCの上場を廃止した。この買収以前の段階では、フリースランド・カンピーナが保有していたAMCの議決権は 8.1%に過ぎなかった 。ウィルフレッド・スティーヴン・ウイテングス・ジュニアは、この買収の後も、社長、CEOの座に留まっている。
2016年、「フリコ (Friso)」ブランドの粉ミルクがフィリピンにも導入された。

## ブランド
- Alaska
- Alpine
- Carnation -  ネスレからのライセンスによる。
- Cow Bell
- Friso
- Krem-Top
- Liberty
- Milkmaid -  ネスレからのライセンスによる。

## スポーツ
- アラスカ・エイセズ - PBAバスケットボール・チーム
- アラスカ・チームTBB・フィリピン (Alaska teamTBB Philippines) - トライアスロン・チーム
- アラスカ・パワー・キャンプ (Alaska Power Camp) - バスケットボールとサッカーの育成キャンプ
- アラスカ・アイアンキッズ・フィリピン (Alaska Ironkids Philippines) - トライアスロン・シリーズ
- ジュニアNBA/ジュニアWNBA・フィリピン - 少年少女のバスケットボール育成プログラム[7] - NBA/WNBAのライセンスを受けた事業